# Open Virtual Machine Format
Open Virtual Machine Format ou OVF a été proposé, depuis 2007, comme standard de stockage sur disque des images de machines virtuelles pour plusieurs plateformes de virtualisation. Certains acteurs de cette industrie collaborent à cette initiative pilotée par le DMTF (Distributed Management Task Force, Inc.), comme les sociétés Novell, Dell, HP, IBM, Microsoft, VMware, et XenSource (Citrix).
Le Distributed Management Task Force (DMTF) a accepté ce nouveau format portable pour les machines virtuelles de la part des principaux acteurs de l'industrie des plateformes de virtualisation.
Cette nouvelle spécification créée par Dell, HP, IBM, Microsoft, VMware, XenSource pour devenir un standard, devra permettre de garantir la portabilité, l'intégrité, et d'automatiser les phases d'installation/configuration des machines virtuelles.

## Résumé du livre blanc
Le format « Open Virtual Machine » - Livre blanc des spécifications OVF
La rapide adoption de l'infrastructure de virtualisation a mis en évidence la nécessité d'une standardisation, d'un modèle de méta-données portable pour la distribution de machines virtuelles entre plateformes de virtualisation.
Mettre ensemble une application et un système d'exploitation sur lequel l'application est certifiée, passant de la phase de développement, à celle de tests puis de production, sous la forme d'un ensemble préconfiguré, préassemblé, sans aucune dépendance extérieure, à l'intérieur d'une machine virtuelle, qui peut être facilement transmise par un revendeur, est une solution extrêmement attractive.
Dans le jargon des systèmes d'information ou au sein de minorités francophones, de telles machines virtuelles prédéployées, prêtes à exécuter des applications, sont parfois appelées des appliances virtuelles.
Pour faire de ce concept une solution plus largement utilisée, il est important que l'industrie adopte un standard indépendant des éditeurs des infrastructures de virtualisation. Pour la fourniture de telle machine virtuelle, un modèle de méta-donnée standardisé est nécessaire afin d'automatiser et sécuriser l'installation, la configuration et l'exécution de ces machines sur n'importe quelle plateforme de virtualisation.
Les machines virtuelles ont radicalement changé le paradigme de la distribution des logiciels parce qu'elles permettent à l'éditeur de logiciels d'optimiser la couche sous-jacente à ses applications et ainsi fournir un service parfaitement ajusté pour l'utilisateur final.
Pour les fournisseurs de solutions, construire une machine virtuelle est plus simple et plus économique que de fournir une machine matérielle, du fait que les applicatifs sont préinstallée avec le système d'exploitation qu'elle utilise (réduisant d'autant les phases de tests de compatibilité entre l'application et le matériel, ainsi que le passage par les certifications), et permettant au logiciel d'être préinstallé dans un environnement complet dans lequel il s'exécute correctement, et ce directement par le revendeur.
Pour l'utilisateur final, la machine virtuelle offre une occasion de simplifier de manière importante le cycle de gestion des logiciels à travers l'adoption d'un ensemble de procédés standardisés, automatisés, et efficaces qui remplacent les tâches actuelles de gestion des logiciels, spécifiques à chaque application.
À l'heure actuelle [Quand ?], les plateformes virtuelles ne contiennent qu'une seule machine virtuelle, alors que les applications d'entreprise utilisent une architecture orientée service avec plusieurs tiers, où chaque tiers contient une ou plusieurs machines.
Le modèle à machine virtuelle unique n'est donc pas suffisant pour distribuer un service multi-tiers.
De plus, les applications complexes nécessitent l'optimisation lors de la phase d'installation des parties réseaux et des autres caractéristiques spécifiques au client.
Sans omettre de souligner, que les machines virtuelles sont assemblées dans un format dédié à l'exécution, avec leurs images disques et leurs données de configuration, et ce pour un hyperviseur donné. Ces formats d'exécution sont optimisés pour l'exécution, non pour la distribution.
Pour une distribution de logiciels efficace, un certain nombre de caractéristiques supplémentaires deviennent critiques, comme la portabilité, l'indépendance de la plateforme, la vérification, la signature, la gestion des versions, et les termes de la licence d'utilisation.
La spécification « Open Virtual Machine Format » (OVF) est une spécification neutre vis-à-vis de l'hyperviseur ; qui se doit d'être performante, extensible aux futures évolutions des plateformes et ouverte pour en assurer son indépendance. Elle définit les principes d'assemblage et de distribution des machines virtuelles composées d'une ou plusieurs machines virtuelles.
Elle doit faciliter la gestion automatisée et sécurisée, non seulement des machines virtuelles mais des plateformes en tant qu'unités fonctionnelles.
Pour que le format OVF soit un succès, il doit être reconnu et développé par les ISV, les fournisseurs de machines virtuelles ainsi que par les fournisseurs de plateformes, dans un cadre au standard bien défini.

## Sources
Librement traduit du document OVF specification édité par 
VMware, Inc. 3401 Hillview Ave., Palo Alto CA, 94304 USA www.vmware.com
XenSource, Inc. 2300 Geng Road, Suite 2500, Palo Alto, CA 94303 www.xensource.com